# Airaphilus ferrugineus
Airaphilus ferrugineus là một loài bọ cánh cứng trong họ Silvanidae. Loài này được Kraatz miêu tả khoa học năm 1862.